# 2MASX J08051091+3727491
2MASX J08051091+3727491 ist eine Galaxie im Sternbild Luchs am Nordsternhimmel, die schätzungsweise 1,2 Milliarden Lichtjahre von der Milchstraße entfernt ist.

Im selben Himmelsareal befinden sich u. a. die Galaxien IC 2221, IC 2222, IC 2224.